# Rustam Akhmetov
Pour les articles homonymes, voir Akhmetov.
Rustam Fahimovych Akhmetov (en russe : Рустам Ахметов, né le 17 mai 1950 à Jytomyr, en RSS d'Ukraine) est un athlète ukrainien, représentant l'Union soviétique, spécialiste du saut en hauteur.
Son club est le VSS Avanhard à Berdiansk. Il remporte la médaille de bronze lors des Championnats d'Europe juniors de 1968 et des Championnats d'Europe 1969. Il termine finaliste des Jeux olympiques de 1972.
Son record personnel est de 2,23 m, obtenu en 1971.